# Yörüklü, Sungurlu
Yörüklü là một thị trấn thuộc huyện Sungurlu, tỉnh Çorum, Thổ Nhĩ Kỳ. Dân số thời điểm năm 2010 là 700 người.